# Yves Castet
Pour les articles homonymes, voir Castet.
 (novembre 2010).
Si vous disposez d'ouvrages ou d'articles de référence ou si vous connaissez des sites web de qualité traitant du thème abordé ici, merci de compléter l'article en donnant les références utiles à sa vérifiabilité et en les liant à la section « Notes et références ».
Yves«  Mario » Castet, né à Nîmes le 1er février 1922 et mort à Lyon (Rhône) le 7 janvier 1968 est un résistant français.
Il a appartenu à l'organisation de Résistance intérieure « ISOLE » dans le Rhône de mai 1942 à avril 1945 avant d'être arrêté et déporté.
Arrêté le 15 avril 1944 sur dénonciation, il est interné à la prison Montluc (où Jean Moulin avait été interné). Transféré à Compiègne, il est ensuite déporté à Neuengamme puis à Bergen-Belsen.
Dans ce camp, il rencontre le Dr G. Frejafon qui retraça l'horreur de ce camp dans deux parutions :Bergen-Belsen bagne sanatorium et Les Derniers jours de Georges Valois. À la libération du camp, avec ce médecin et quelques autres, il se mobilise pour venir en aide pour tenter de sauver les plus faibles.
À la fin de la guerre, Yves Castet, est promu au grade de Sergent de la Résistance Intérieure.

## Courrier de Lano au ministre des Anciens combattants et déportés
L'officier de rapatriement de 1re classe, Maurice Lano, a écrit ceci au ministre des anciens Combattants Prisonniers et Déportés le 23 juin 1946 :
« J'ai l'honneur de vous rendre compte qu'ayant rencontré récemment des ex-déportés de Belsen que j'avais vu lors de la libération du camp en avril 1945, j'ai constaté qu'ils avaient été complètement oubliés au moment de la distribution des récompenses. Dès que fut connue l'atroce situation des déportés de Bergen-Belsen, je me rendis à Belsen et là, je vis ce que personne ne peut décrire. Ceci est du passé.
Les blocks étaient remplis de déportés mourants du typhus ou de la dysenterie infectieuse; Ils croupissaient dans leurs déjections. L'odeur qui y régnait était effroyable. Les cadavres jonchaient les sols, les mourants agonisaient sans soins. Et cependant quelques hommes, des héros étaient restés volontairement pour les soigner, refusant de se faire rapatrier avant que leurs compagnons de misère aient été évacués.
- Docteur Frejafon
- Castet Yves
- Biardeau Gilbert
- Mulin Henri
- Fafin Jean
- L'Abbé Allix Bernard

Ces six héros se dépensaient sans compter, hâves, décharnés, malades eux -mêmes, ils n'arrêtaient pas de porter secours à leurs compagnons, les réconfortant, leur prêchant la patience, les encourageant avec un dévouement qui ne se démentit pas un instant, pendant tout le temps que dura l'évacuation du camp de la mort; il faut se pénétrer  de cette idée que les malades couchés étaient couverts de poux et que chaque visite de baraque, vous laissait couvert de vermine.

Le docteur Frejafon était l'âme du camp; il passait en visite tous les blocks deux fois par jour, s'attardant au chevet des mourants, laissant derrière lui l'espérance.  J'ai vu le professeur Yves Castet malade d'une rechute de typhus refuser de prendre le moindre repos. J'ai vu Biardeau souffrant de plaies infectées aux jambes, circuler de block en block. J'ai vu Fafin et Mulin accomplir sans se lasser les besognes les plus répugnantes, changeant les malheureux qui croupissaient dans leurs excréments.

C'est par leurs soins que les morts étaient sortis des blocks et portés  dans les immenses fosses communes sans qu'il fut malheureusement possible de les identifier.
L'incroyable incurie du Ministère des Prisonniers et des Déportés a enterré dans quelques coins les propositions que j'ai faites pour eux. Les fonctionnaires de ce ministère se sont donné de l'avancement, des décorations, des avantages substantiels.

Ils ont laissé dans l'oubli, ces hommes pour lesquels rien n'a été fait. Les missions officielles, Croix-rouge, Mission Vaticane sont venues alors qu'il ne restait plus personne au camp de la mort.
Je vous adresse des propositions de récompenses, il parait que j'y dois mettre un cachet, je n'en ai pas, étant démobilisé, après  avoir servi la FRANCE LIBRE, avant d'aller à la mission auprès du 21e groupe d'Armée Britannique. Je crois être le seul à pouvoir vous faire ces propositions en tout état de cause. Je doute que le fait d'apposer un cachet soit essentiel pour que mes propositions soient prises en considération.
Je suis certain Monsieur le Ministre, qu'il m'aura suffi d'attirer votre  attention sur le cas de ces six héros de BELSEN, pour que ce qui ne peut être qu'un oubli, soit réparé et pour que les récompenses qu'ils ont amplement méritées leur soient  accordées. »

Maurice Lano
4 Rue Lano
Paris

## Distinctions
- Agrégé de philosophie (Lyon)
- Agrégé de Français (Lyon)
- Médaille militaire
- Médaille de la déportation et de l'internement pour faits de Résistance
- Proposition pour la Légion d'honneur.